# 朱元樑
朱元樑（1945年1月—），男，汉族，天津人，中国金融人物，曾任中国农业发展银行行长，中国进出口银行监事会主席，国家开发银行监事会主席。